# Anna Sucheni-Grabowska
Anna Katarzyna Sucheni-Grabowska (ur. 12 sierpnia 1920 w Gidlach, zm. 30 lipca 2012 w Warszawie) – polska historyk, profesor doktor habilitowany nauk humanistycznych (specjalność historia Polski wczesnonowożytnej, szczególnie XVI w.), członek Towarzystwa im. Stanisława ze Skarbimierza. Autorka licznych książek i publikacji o tematyce historycznej. W latach 80. działaczka opozycji demokratycznej.

## Życiorys
Była córką konstruktora i właściciela fabryki narzędzi rolniczych Wincentego Sucheni (1880-1947) oraz Marii z d. Sławeta (1888-1973). Miała siostrę Marię oraz Barbarę.
W czasie II wojny światowej należała do Narodowej Organizacji Wojskowej (od 1942), a następnie do Narodowych Sił Zbrojnych (od 1942). Organizowała kursy w Służbie Cywilnej Narodu (1943-1945). Podjęła studia historyczne na Uniwersytecie Ziem Zachodnich.
W 1949 ukończyła studia na Wydziale Prawa i Administracji Uniwersytetu Warszawskiego. Od 1957 pracownik Instytuta Historii im. Tadeusza Manteuffla Polskiej Akademii Nauk.
Członkini Niezależnego Samorządnego Związku Zawodowego „Solidarność”. W latach 1958–1990 była członkinią Klubu Inteligencji Katolickiej w Warszawie.
W 2006 odznaczona Krzyżem Komandorskim Orderu Odrodzenia Polski.

## Wybrane publikacje
- Lustracje województwa płockiego, 1565-1789, wyd. Anna Sucheni-Grabowska, Stella Maria Szacherska, Warszawa: Państwowe Wydawnictwo Naukowe 1965.
- Odbudowa domeny królewskiej w Polsce 1504-1548, Wrocław: Zakład Narodowy im. Ossolińskich - Wydawnictwo PAN 1967 (wyd. 2 Warszawa: Muzeum Historii Polski 2007, dostęp w repozytorium CEON https://depot.ceon.pl/handle/123456789/12051).
- Monarchia dwu ostatnich Jagiellonów a ruch egzekucyjny. Cz.1, Geneza egzekucji dóbr, Wrocław: Zakład Narodowy im. Ossolińskich. Wydawnictwo PAN, 1974.
- Spory królów ze szlachtą w złotym wieku: Wokół egzekucji praw, Kraków: Krajowa Agencja Wydawnicza 1988.
- Między monarchą a demokracją. Studia z dziejów Polski XV-XVIII wieku, red. naukowa Anna Sucheni-Grabowska, Małgorzata Żaryn, Warszawa: Wydawnictwo Sejmowe 1994.
- Zygmunt August - król polski i wielki książę litewski 1520-1562, Warszawa: Wydawnictwo Krupski i S-ka 1996 (wyd. 2 Kraków: Towarzystwo Autorów i Wydawców Prac Naukowych Universitas. 2010).
- Wolność i prawo w staropolskiej koncepcji państwa, Warszawa: Muzeum Historii Polski 2009, dostęp w repozytorium CEON https://depot.ceon.pl/handle/123456789/12052.